# 894 Erda
894 Erda este un asteroid din centura principală, descoperit pe 4 iunie 1918, de Max Wolf.